# Association internationale de football à sept
L'Association internationale de football à sept (en anglais : International Football Association 7 (IFA7)) est une fédération sportive internationale qui régit le football à sept. L'IFA7 a son siège à Calgary au Canada. Elle est complètement indépendante de la Fédération internationale de football association (FIFA).

## Organisation
Les membres de l'IFA7 sont des Associations organisées au niveau national. Les clubs sont affiliés à l'Association nationale.
Les membres sont regroupés en confédérations continentales :
- IFA7 Amérique du Sud
- IFA7 Asie
- IFA7 Europe
- IFA7 Amérique du Nord et Centrale, Caraïbes
- IFA7 Océanie

## Compétitions
Au niveau international, l'IFA7 organise plusieurs compétitions qui opposent différentes équipes nationales ou de clubs :
- IFA7 World Cup / Coupe du Monde : la Coupe du Monde est une compétition qui opposent les équipes nationales séniors masculines. Elle a lieu tous les deux ans. Elle se passe en deux parties : une phase de groupes puis une phase par élimination directe. 16 équipes, dont celle du pays hôte automatiquement qualifiée, participent à la phase de groupe.
- 2017 : San Sebastián (Guatemala)
- IFA7 Nations Cup / Coupe des Nations : la Coupe des Nations est un tournoi international pour équipes nationales, sur invitation. Il a lieu tous les deux ans.
- 2015 : Quito (Équateur) : vainqueur Équateur
- IFA7 Continental Cup / Coupe Continentale
- IFA7 World Clubs Championship / Championnat du Monde des Clubs
- 2018 : Cancun (Mexique)
- IFA7 Copa America / Coupe Amérique
- 2016 : San José (Costa Rica) : vainqueur Pérou
- 2018 : Fortaleza (Brésil)
- IFA7 European Cup
- IFA7 Copa Continental Femenil / Coupe Continentale Féminine : la Coupe continentale féminine est une compétitions entre les équipes nationales féminines du continent américain.
- 2018 : Lima (Pérou)